# Baisieux (België)
Baisieux is een dorp in de Belgische provincie Henegouwen en een deelgemeente van de Waalse gemeente Quiévrain. Baisieux was een zelfstandige gemeente tot aan de gemeentelijke herindeling van 1977.

## Bezienswaardigheden
- De Sint-Aldegondiskerk (Église Sainte-Aldegonde) is een neoclassicistisch bouwwerk van 1830 dat een toren bezit van 1759 die gedekt wordt door een zadeldak.

## Natuur en landschap
Baisieux ligt aan de Petite Honnelle. De hoogte aan de kerk bedraagt 35 meter.

## Demografische ontwikkeling
- Bronnen:NIS, Opm:1831 tot en met 1970=volkstellingen

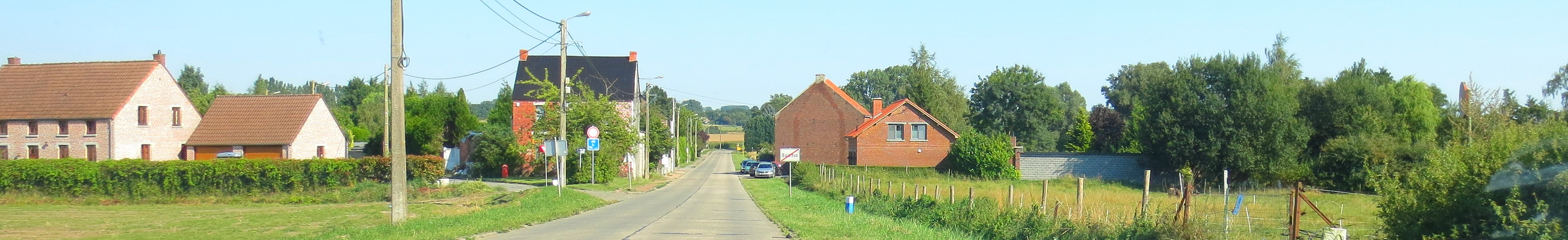
Panoramafoto van Baisieux

## Nabijgelegen kernen
Quiévrain, Marchipont, Audregnies, Élouges